# 1639 en musique classique
| \| • Retour à la chronologie générale de la musique classique • \| |
| Grèce • Rome • Haut Moyen Âge • VIIIe siècle • IXe siècle • Xe siècle • XIe siècle XIIe siècle • XIIIe siècle • XIVe siècle • XVe siècle • XVIe siècle • XVIIe siècle XVIIIe siècle • XIXe siècle • XXe siècle • XXIe siècle |
| • Retour à la chronologie générale de la musique classique • |

| Années en musique classique : 1636 - 1637 - 1638 - 1639 - 1640 - 1641 - 1642    |
| Décennies en musique classique : 1600 - 1610 - 1620 - 1630 - 1640 - 1650 - 1660 |

## Événements
- Nozze di Teti e di Peleo, opéra de Cavalli.

## Naissances

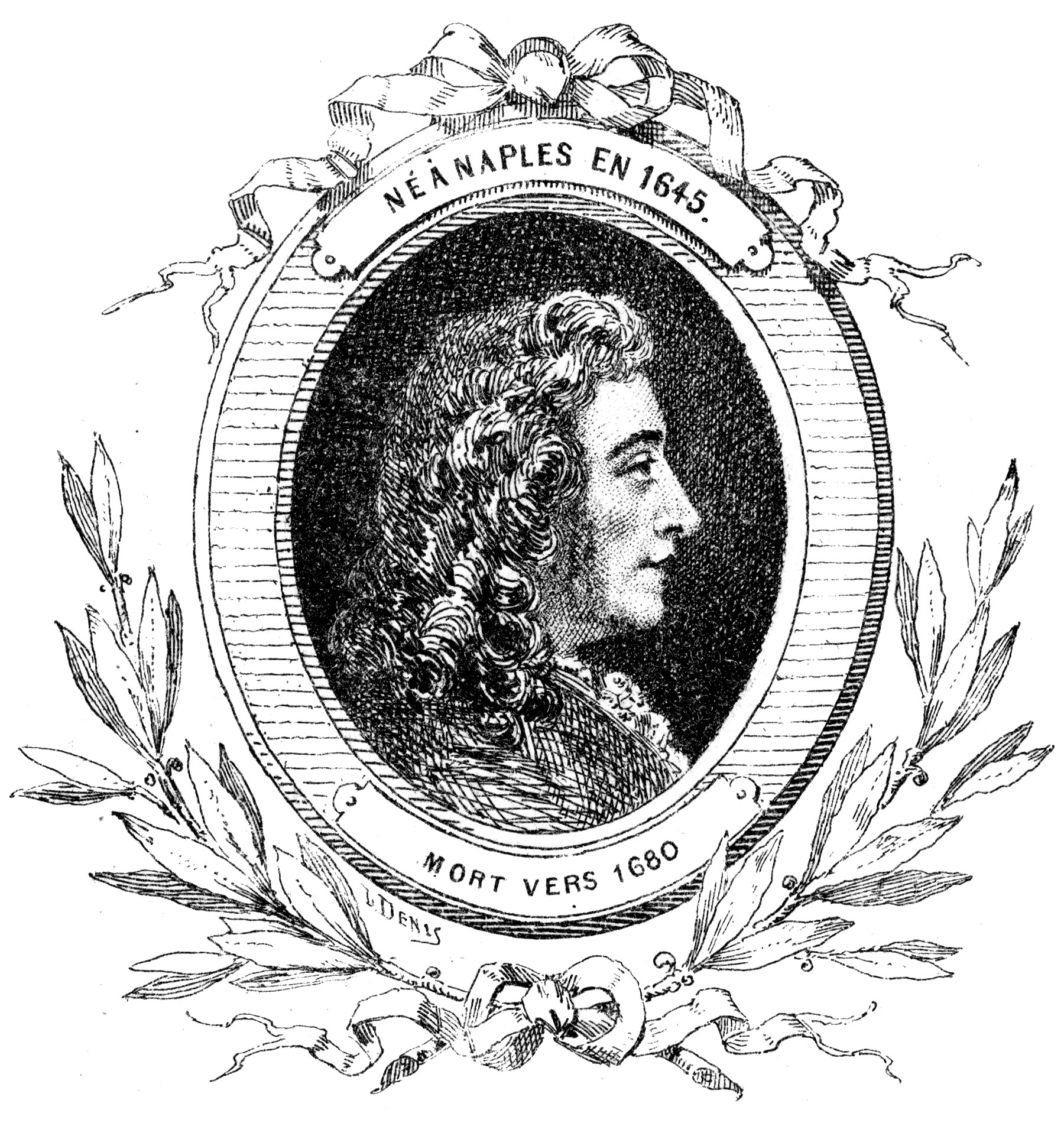
Alessandro Stradella

- 4 février : Alessandro Melani, compositeur italien († 3 octobre 1703).
- 3 avril : Alessandro Stradella, compositeur italien († 25 février 1682).
- 5 décembre : Johann Christoph Pezel, compositeur allemand († 13 octobre 1694).

Vers 1639 :
- Pierre Huguenet, violoniste et compositeur français († 18 janvier 1722).

## Décès

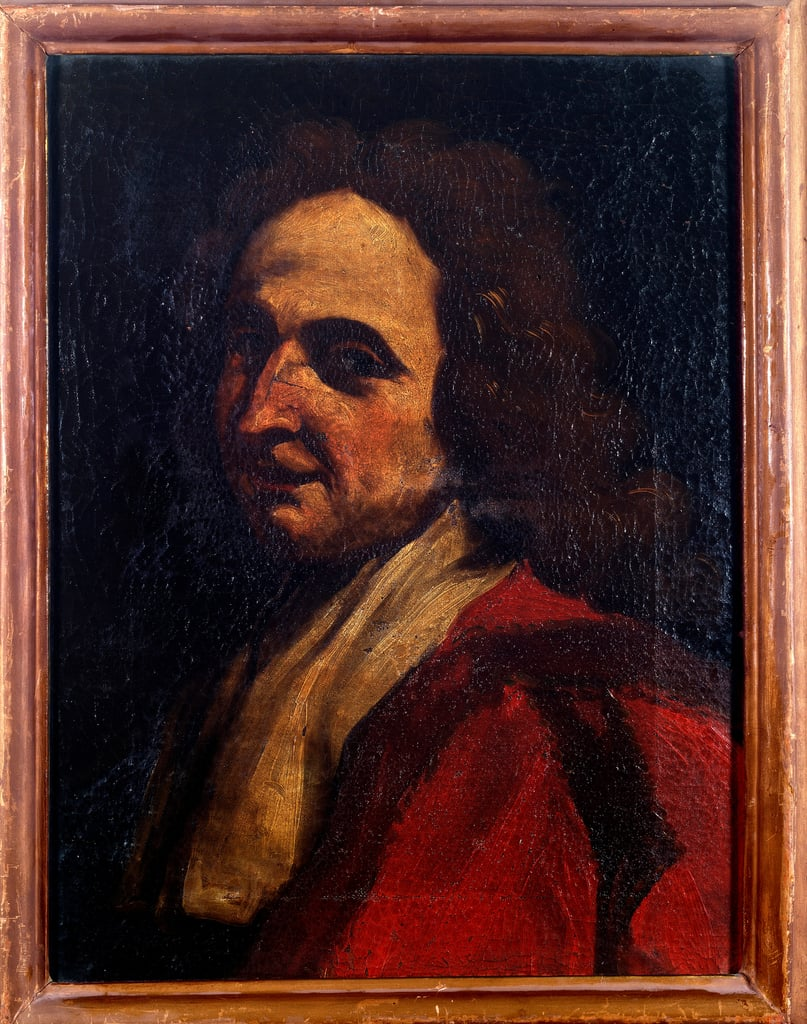
Stefano Landi

- 1er juin : Melchior Franck, compositeur allemand (° 1579).
- juin ou août : Carlo Farina, violoniste et compositeur italien (° 1600).
- 9 octobre : Kaspar Kittel, compositeur allemand (° 1603).
- 28 octobre : Stefano Landi, compositeur italien (° 26 février 1587).